# Marskość trzustki
Marskość trzustki – zejście trzustki będące wynikiem  przewlekłego zapalenia, mukowiscydozy lub kamicy. Niedobór amylazy, lipazy i trypsyny prowadzi do zaburzeń trawienia oraz wchłaniania.